# 邵旭军
邵旭军（1955年8月—），江苏南通人，中华人民共和国政治人物。邵铁真之女。

## 生平
1973年11月加入中国共产党，1971年12月参加工作，担任北京65中学党支部副书记、团委书记。1982年担任北京团校（北京青年政治学院）青年工作教研室副主任、主任。1985年，进入中央国家机关党委干部教育办公室，同期在中国人民大学函授学院中文专业学习。1992年，担任中央国家机关工委培训中心培训处处长。1995年，担任中央国家机关工委培训中心副主任，中央党校中央国家机关分校副校长。1999年，任培训中心主任，中央党校中央国家机关分校常务副校长。2002年，任中央国家机关工委办公室主任兼工委培训中心主任。2005年，任中共中央国家机关工作委员会副书记，中央国家机关工会联合会主席。2015年，退休。2018年1月，当选第十三届全国政协委员。